# 보진카 계획
보진카 계획(영어: Bojinka plot, 아랍어: بجنكة)은 알카이다가 1995년 1월 21일에 실행하려 했지만 미수에 그친 테러계획이다. 이 계획은 필리핀 마닐라의 테러 그룹 아지트에서 1995년 1월 6일에 적발되었다.
미국에 대한 동시다발적인 테러 사건과 유사점이 많았기 때문에, FBI는 항공기 납치에 의한 테러의 가능성을 예측할 수 있었다고 한다.
테러범들은 비행기 11대(유나이티드항공, 노스웨스트항공, 델타항공 등)를 폭파할 것과, 교황 요한 바오로 2세를 암살할 것을 계획하였다. 이후에 비행기를 건물에 돌진시키기로 계획을 변경하였다.
1994년 12월 11일, 람지 유세프는 보진카 계획 시험의 일환으로 마닐라에서 일본으로 향하던 필리핀 항공 434편을 폭파 시도를 하였으나 승객 한 명만 사망하였다. 람지 유세프는 이 사고 이후 파키스탄에서 체포되었다.

## 같이 보기
- 팬암 항공 103편 폭파 사건
- 2006년 대서양 횡단 항공편 테러 음모 사건